# Scouting Labelterrein Dwingeloo
Scouting Labelterrein Dwingeloo is een kampeerterrein voor scouts in Dwingeloo, Drenthe. Het is een van de ruim twintig Labelterreinen van Scouting Nederland. Het terrein, gelegen aan de rand van het Nationaal Park Dwingelderveld is voor het grootste deel eigendom van Scouting Nederland, een klein deel wordt met toestemming van particuliere eigenaren gebruikt voor het kamperen door Scoutinggroepen. Het kampeerterrein wordt beheerd door een groep vrijwilligers.

## Geschiedenis
In 1947 werd het terrein eigendom van het Nederlands Padvindsters Gilde (NPG). Het kampeerterrein heeft, zeker voor de noordelijke padvindsters, een belangrijke functie gehad. In 1962 bracht Lady Baden Powell, Chief Guide of the World, een bezoek aan het terrein, in het kader van het internationale meisjeskamp 'Stopcontact'. Tot 1973 werd er alleen door meisjes op het kampeerterrein gekampeerd. Toen het Nederlands Padvindstersgilde samen met de Katholieke Verkenners, Nederlandse Gidsen en de Nederlandse Padvinders fuseerden tot Scouting Nederland waren ook jongens welkom. In 2010 zijn enkele delen van het terrein in eigendom bij Scouting Nederland geruild met Natuurmonumenten. Daarmee is een aantal kampeerterreinen achterop het terrein niet meer in gebruik, maar zijn voorop het terrein mogelijkheden gemaakt om te kunnen kamperen.

## Pinksterkamp Dwingeloo
Sinds 1957 wordt jaarlijks tijdens de Pinksterdagen het PKD (Pinksterkamp Dwingeloo) georganiseerd. Het Pinksterkamp Dwingeloo was, omdat het terrein eigendom was van het NPG, aanvankelijk alleen toegankelijk voor meisjes. Later groeide het uit tot een kamp voor welpen, scouts en explorers. Ook scouts met een beperking zijn er welkom. Jaarlijks doen aan het PKD zo'n 400 scouts mee.

## HIT Dwingeloo
Vanaf 1978 is Scouting Labelterrein Dwingeloo het decor van de HIT Dwingeloo. De HIT is een jaarlijks terugkerende activiteit voor leden van Scouting Nederland. Het evenement wordt ieder jaar tijdens het weekend van Pasen georganiseerd. Het bestaat uit een verzameling van een tiental meerdaagse activiteiten voor verschillende doelgroepen en elk jaar doen hier een paar honderd scouts uit heel Nederland aan mee. Scouts kunnen zich individueel, met een duo of met een groep voor een van de activiteiten inschrijven.

## Het terrein
Scouting Labelterrein Dwingeloo beslaat circa 22 hectare bosgebied dat is onderverdeeld in 15 kampeervelden van verschillende grootte. In de loop der jaren hebben er meerdere huisjes gestaan voor de kampstaf, de vrijwilligers die het terrein in de zomermaanden beheren. Eerst 'De Wigwam', rond 1980 werd De Wigwam afgebroken en verrees op dezelfde plek het 'Stafhuisje', een gebouwtje met leefruimte, kantoor en opslagruimte voor de kampstaf. In 2016 werd het afgebroken en werd er een nieuw stafhuisje gebouwd. Dat werd in 2017, tijdens de viering van het 70-jarig bestaan van het kampeerterrein, geopend. Tot midden jaren negentig was er geen toiletvoorziening voor de kampeerders, maar inmiddels zijn er toiletten en douches voor de kamperende scouts aanwezig.